# Yuliya Bakastova
Yuliya Bakastova (født 26 juni 1996) er en ukrainsk fægter, der specialiserer sig i sabel.
Hun repræsenterede Ukraine ved sommer-OL 2024 i Paris, hvor hun vandt guld i holdkonkurrencen.